# مارك فويجت
مارك فويجت (بالإنجليزية: Mark Voigt)‏ هو مهندس أمريكي، ولد في 5 أكتوبر 1961.